# Antenne 2 Journal
Antenne 2 Journal ou A2 Journal est le journal télévisé de la mi-journée et du week-end diffusée en France sur la deuxième chaîne publique de télévision, Antenne 2, du 1er septembre 1977 au 31 décembre 1978. Cette édition fait suite au rendez-vous INF 2 créé en septembre 1972, diffusé principalement le dimanche à 13 heures sur la Deuxième chaîne de l'ORTF.

## Contexte historique
À la différence du journal de la mi-journée proposé depuis les années 1950 sur la première chaîne devenue TF1 en 1975, l'information de la mi-journée sur la deuxième chaîne lancée fin 1963, n'est pas apparue à sa création.
Durant l'ORTF, certaines périodes ont permis d'en ébaucher plusieurs tentatives mais il faut déjà attendre que la Deux lance son premier Journal Télévisé de 20h 24 heures actualités, le tout premier diffusé en couleur d'Europe, le 15 septembre 1967. Il faut aussi attendre la naissance d'Antenne 2 en janvier 1975, pour que la tranche des programmes de la mi-journée connaisse différents bouleversements avec dans un premier temps, le principe d'un simple flash d'information, à l'ouverture de l'antenne à 14h ou 14h30, répété à 15h et 16h sauf le week-end, où l'édition « Journal de midi » de l'édition INF 2 est présentée à partir de 12h30 et jusqu'à 13h15 par le directeur de l'information d'Antenne 2, Jean-Pierre Elkabbach.
Entre septembre 1976 et la rentrée 1977, l'actualité nationale de la mi-journée durant la semaine, disparaît d'Antenne 2 dont les programmes ne débutent à cette période, qu'à partir de 13h30 ou 14h, sauf en ce qui concerne les éditions du week-end, intitulées « Antenne 2 Journal » proposé à 13h15. En semaine, durant cette période, les émissions ou éditions produites par les antennes régionales de FR3 sont diffusées à 13h30. Cette situation perdure jusqu'à la fin de l'année 1978.

## Lancement
À son lancement en janvier 1977, la nouvelle émission d'information du week-end à la mi-journée Antenne 2 Journal est diffusée à partir de 12h45 le samedi ainsi que le dimanche, à l'intérieur de la case animée par Jacques Martin qui vient de débarquer de TF1 avant d'être fixée à 13h six mois plus tard voire 13h15 en fonction des événements.
En janvier 1979, à l'initiative de Jean-Pierre Elkabbach, la formule Antenne 2 Midi vient remplacer A2 Journal et permet de proposer une édition d'information quotidienne y compris en semaine, présentée par Patrick Lecocq.